# Гернон
Гернон  (швед. Hörnån) — річка на півночі Швеції, у лені Вестерботтен. Довжина річки становить 74 км, площа басейну  — 391,7 км² (392 км², 391,74 км²). Середня річна витрата води — 4,2 м³/с (4,65 м³/с) мінімальна витрата води на день — 0,2 м³/с.
Більшу частину басейну річки — 82% — займають ліси, сільськогосподарські угіддя займають 7%, болота й озера займають відповідно 7% та 2,5% площі басейну.
У річку на нерест заходить пструг.